# NGC 1187
NGC 1187 è una galassia a spirale barrata nella costellazione dell'Eridano.
Si individua 40' a nord della stella Tau3 Eridani. Con un telescopio da 150mm si mostra come una macchia chiara, mentre con ingrandimenti maggiori si mostrano i bracci di spirale, avvolti attorno al nucleo a formare un'ellisse, a causa della barra centrale; le dimensioni reali della galassia sono simili a quelle della Via Lattea, dalla quale dista circa 72 milioni di anni-luce.